# Стедиле, Жуан Педру
Жуан Педру Стедиле (порт. João Pedro Stédile, род. 25 декабря 1953, Лагоа-Вермелья) — бразильский экономист, один из основателей и руководителей Движения безземельных крестьян.

## Биография
В 1976 году отправился учиться в Национальный автономный университет Мексики, где курс по «Капиталу» Маркса читал Руй Мауро Марини, по социологии — Теотониу дус Сантус и по теории зависимого развития — Ваня Бамбирра. Также ему преподавали Педро Вускович и Жак Чончоль — министры экономики и сельского хозяйства в правительстве Сальвадора Альенде, вынужденные эмигрировать из Чили после военного переворота.
Вернувшись в Бразилию, Жуан Педру Стедиле с 1979 года последовательно выступает за проведение аграрной реформы.